# منوچهر سلیمی
  مَنوچِهر سَلیمی گَلَنگَشی استاد علوم سیاسی و حقوق بین‌الملل دانشگاه ملی (شهید بهشتی کنونی) و نماینده مجلس شورای ملی از حوزهٔ انتخابیهٔ رودبار در دوره ۲۴ مجلس شورای ملی بود. او زاده روستای گلنگش، بخش عمارلو، شهرستان رودبار بود.

## زندگی
منوچهر سلیمی درسال ۱۳۲۲ در روستای گلنگش در شرق کوهستان  درفک (به گویش محلی، دال‌فک) در اطراف شهرستان رودبار گیلان زاده شد.
منوچهر سلیمی گلنگشی  پس از پایان تحصیلات متوسطه خود در دارالفنون به ایالات متحده سفر کرد و در دانشگاه سنت لوئیس آمریکا مشغول به تحصیل شد. او در سال ۱۹۶۹ در رشته سیاست و حقوق بین الملل، از رسالهٔ دکترای خود با عنوان «توسعهٔ سیاسی در ایران مدرن» دفاع کرد و فارغ التحصیل شد. در زمان تحصیل در آمریکا همواره از دانشجویان ممتاز بود و هنگام تحصیل، به تدریس در همان دانشگاه نیز می‌پرداخت. 

## خدمات
به گفتهٔ نزدیکان وی، پس از فارغ التحصیلی از او دعوت شد که کار تدریس را در دانشگاه محل تحصیلش ادامه دهد، اما او نپذیرفت و گفت:
با آنکه با سرمایه‌ی شخصی درس خوانده‌ام و دولت ایران در تأمین ارز تحصیلی من دخالتی نداشته، ولی چون میهنم به من نیازمند است ترجیح می‌دهم به ایران بازگردم و به ملت خویش خدمت کنم.
مختصری از اقدامات عمرانی که در دوران سه ساله‌ نمایندگی او انجام پذیرفت به شرح زیر است:
- احداث بیمارستان یکصد تختخوابی در مرکز شهر
- تکمیل شبکه برق رسانی به بخشی از روستاهای اطراف
- تاسیس دانشسرای دختران رودبار و تأمین زمین رایگان برای احداث دانشسرای پسران در رستم آباد
- تأسیس هنرستان فنی و حرفه‌ای در روستای کِلِشتر و تأمین اعتبارات ساختمانی برای آن
- احداث بیش از ۱۴۵ دبستان در روستاهای اطراف
- تکمیل و احداث ورزشگاه‌های رودبار و منجیل
- احداث جاده های روستائی در سطح بیش از هشتاد درصد روستاهای کوهستانی
- تهیه ماشین‌آلات کشاورزی برای روستائیان
- لوله‌کشی آب آشامیدنی بهداشتی در حداقل۶۰ درصد از ۲۹۳ روستای شهرستان رودبار
- احداث چندین حمام بهداشتی
- تصویب و تأمین اعتبار ساختمان پل رستم آباد به تُتکابن بر روی سپید رود
- تصویب طرح ساخت پل بر رودخانه "شاهرود" در جنوب رودبار و طرح‌های دیگر

## انتخابات
پس از بازگشت به ایران در مدرسه عالی پارس و دانشگاه ملی به تدریس پرداخت  و به معاونت سازمان جوانان نیز انتخاب گردید و به تقاضای مردم شهرستان رودبار، کاندیدای مجلس شورای ملی شد. اما با مخالفت حزب ایران نوین روبرو گردید زیرا به سن قانونی برای انتخاب شدن نرسیده بود. با این حال در انتخابات نفر دوم شد.
پس از تأسیس حزب رستاخیز، به عضویت این حزب درآمد و به سمت اجرایی آن انتخاب گردید همچنین به ریاست باشگاه دانشجویان کشور نیز انتخاب شد. در انتخابات بعدی، باز کاندیدای نمایندگی مجلس شورای ملی از شهرستان رودبار گردید و با اکثریت قاطع و قریب به اتفاق مردم زادگاه خود، نماینده آنان در مجلس شد.
در دوران نمایندگی، صرفنظر از خدمات در سطح ملی، موفق شد شهرستان رودبار را به سرعت به پای شهرستان‌های آباد و پیشرفته کشور برساند.
او در ۱۳۵۴ از ۱۹۱۴۳ رای مأخوذه با۱۱۷۴۲ رای در بیست و چهارمین دوره مجلس شورای ملی ایران از رودبار برگزیده شد. او نایب رئیس کمیسیون تعاون و امور روستاهای ایران بود. وی در تاریخ ۱۷ شهریورماه ۱۳۵۴ به عنوان عضو کمیسیون پارلمانی آموزش و پرورش برای اجلاسیه چهارم دوره ۲۴ قانونگذاری برگزیده شد.

## اعدام
ناصر انقطاع  در خاطرات خویش از این دوستی چنین یاد می‌کند:
... به هر روی، با تنی چند از دوستان، دست به انتشار شب نامه‌ای به نام پیروزی زدیم که آن نیز پس از انتشار دو شماره لو رفت و سه تن از ما یعنی ضیاء مدرسی،  منوچهر سلیمی و فرخ سرمدی دستگیر شدند و سه تن (از آن میان من) گریختیم. سه تن دستگیر شده هر سه تیرباران شدند.
به گفتهٔ نزدیکان وی، او معتقد بود که جرمی انجام نداده است و تنها به خاطر انتشار چند برگه یادداشت اعتراضی به انقلاب وقت،‌ اعدامش نمی‌کنند. اما سرانجام در ۳۰ آذر ۱۳۶۰ در ۳۹ سالگی تنها به دلیل وفاداری به حکومت پهلوی، همراه با بیش از ۵۰ نفر زندانی سیاسی دیگر، در زندان اوین تیرباران شد.

## نگارخانه

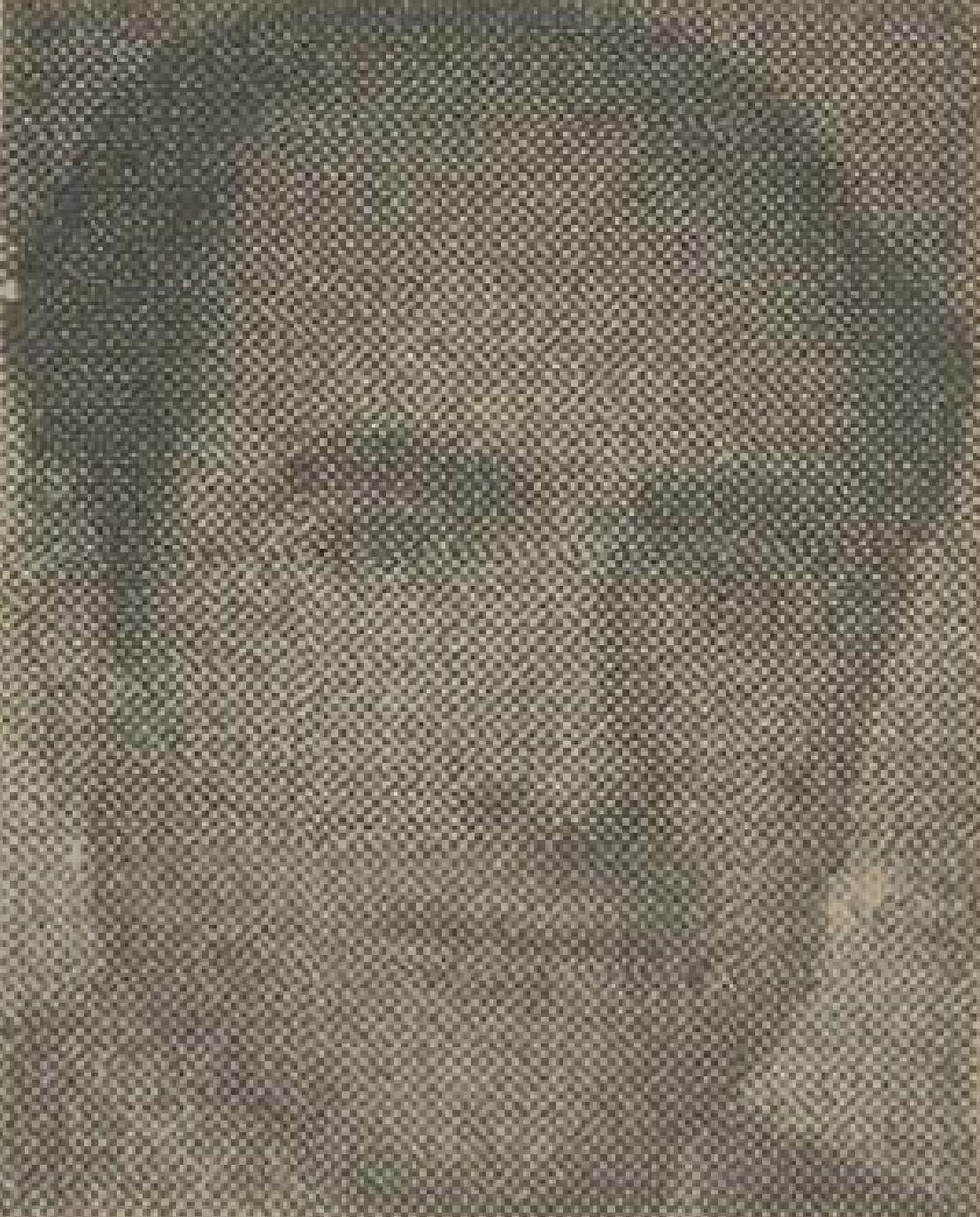
چهره‌نگاره
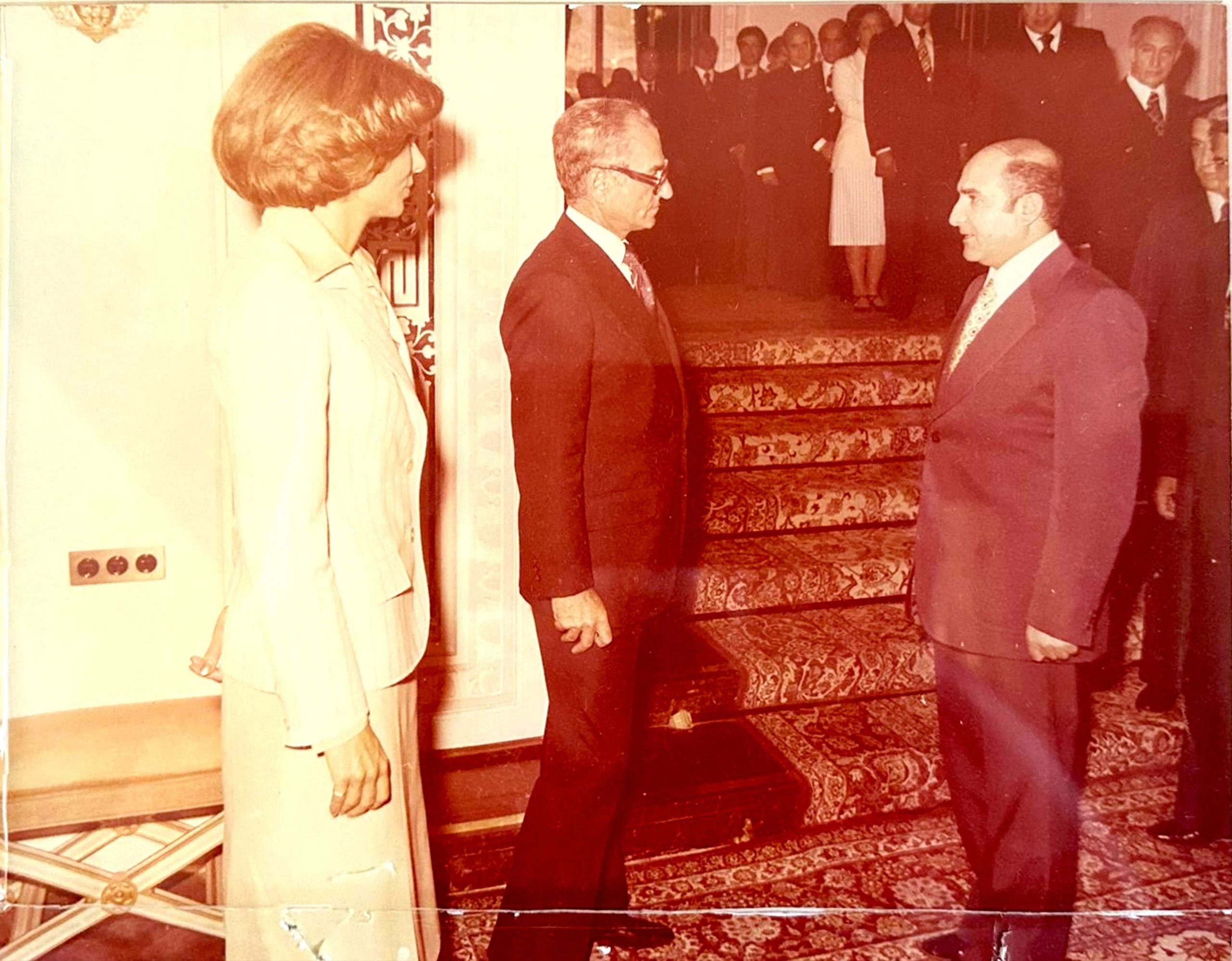
منوچهر سلیمی در دیدار با محمدرضا شاه پهلوی و شهبانو فرح دیبا
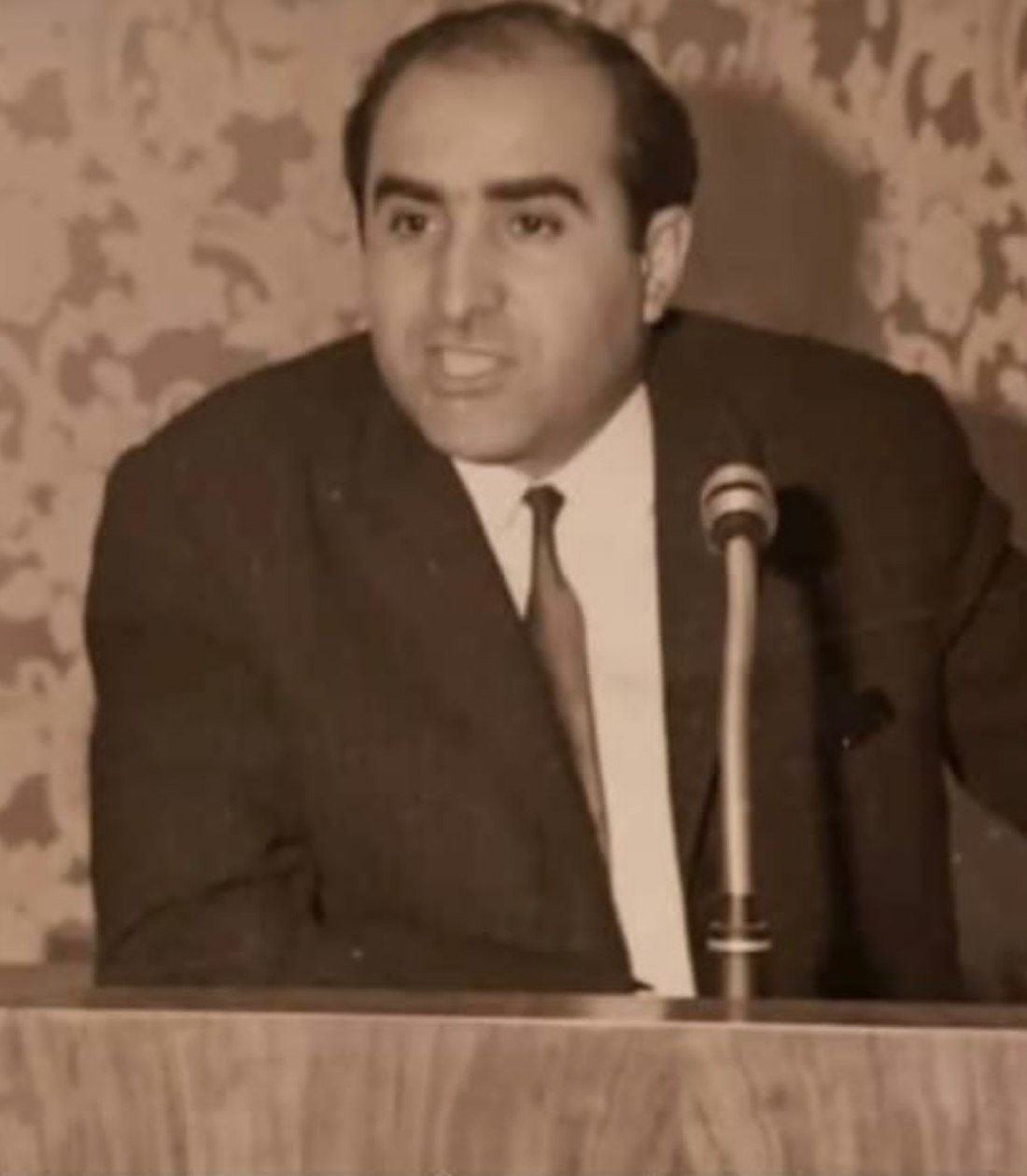
منوچهر سلیمی در حال سخنرانی
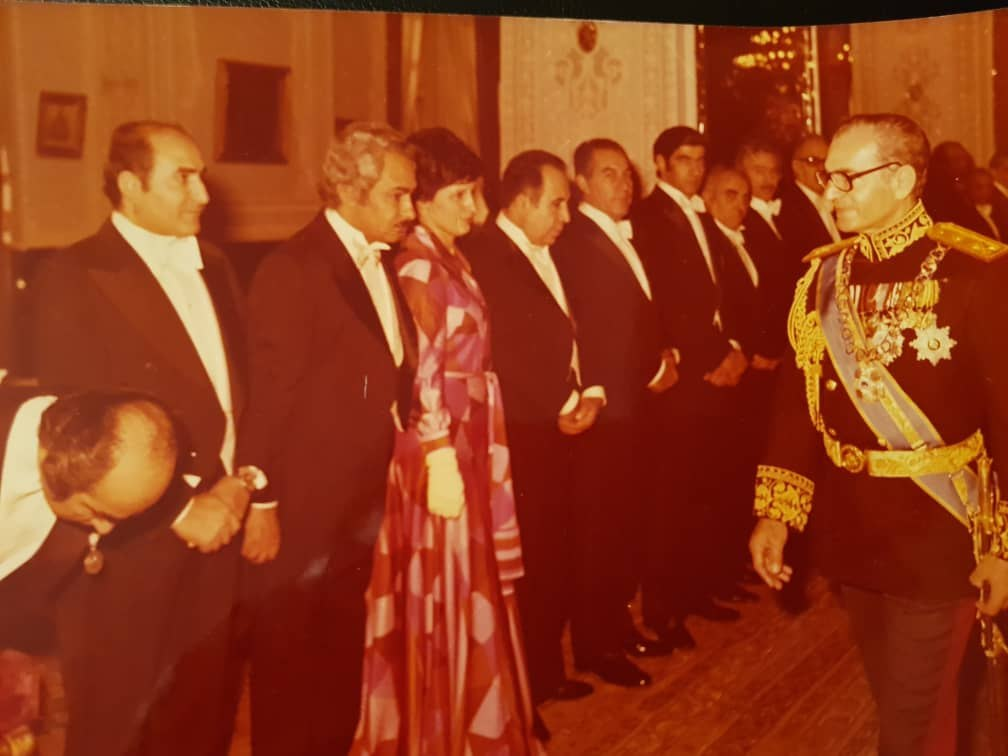
منوچهر سلیمی در دیدار سیاستمداران وقت با محمدرضا شاه پهلوی، نفر اول ایستاده از سمت چپ
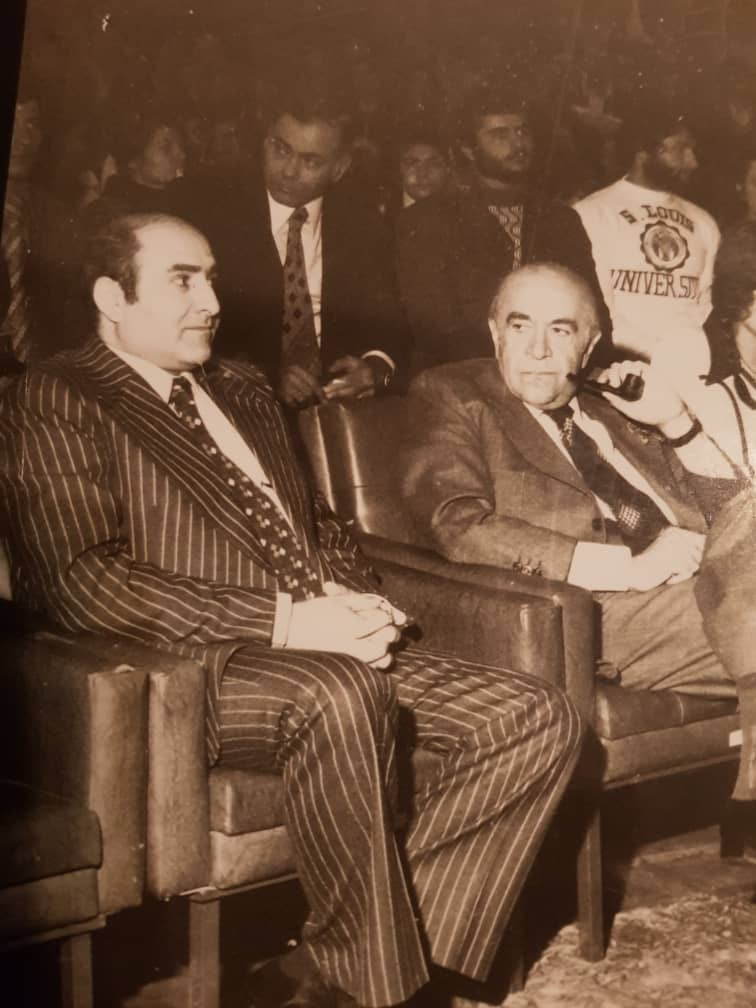
منوچهر سلیمی و امیرعباس هویدا در اجلاس سرانه نمایندگان و نخست‌وزیر، نشسته در ردیف اول
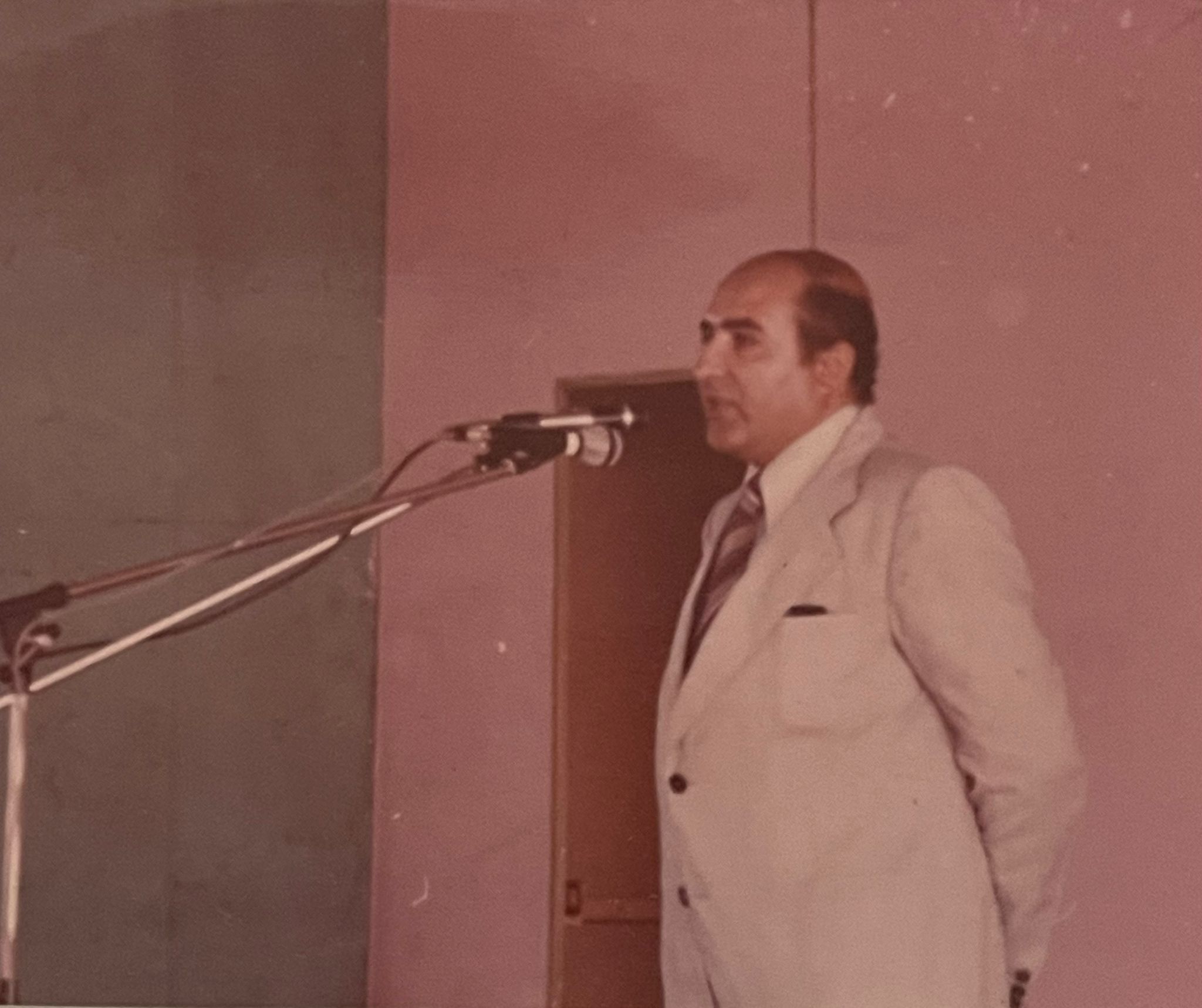
منوچهر سلیمی در حال سخنرانی در رودبار ۱۳۵۲، افتتاح سالن باشگاه جوانان
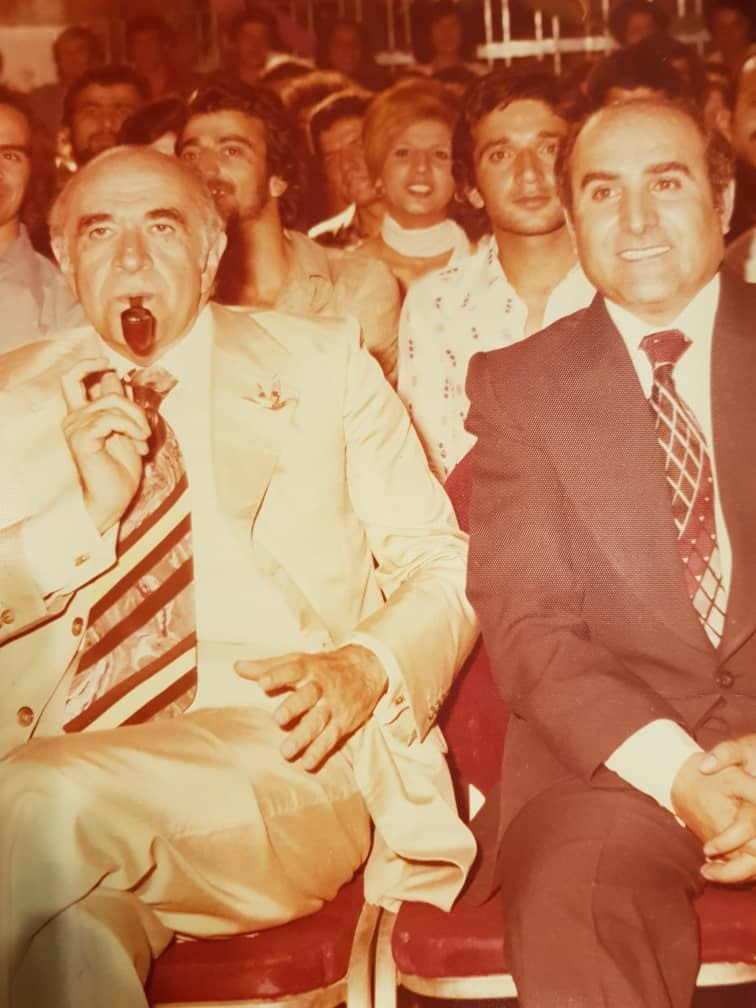
منوچهر سلیمی در کنار امیرعباس هویدا
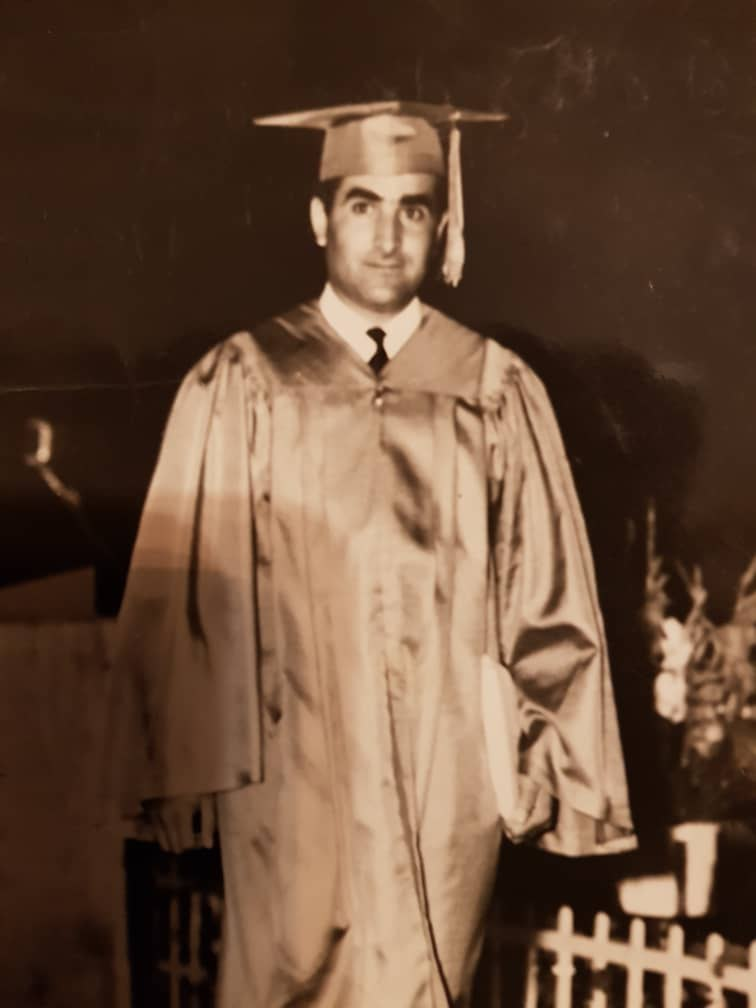
در مراسم فارغ‌ التحصیلی دکتری، دانشگاه سنت لوئیس